# Empis ctenocnema
Empis ctenocnema är en tvåvingeart som beskrevs av Axel Leonard Melander 1945. Empis ctenocnema ingår i släktet Empis och familjen dansflugor.
Artens utbredningsområde är New York. Inga underarter finns listade i Catalogue of Life.